# 안영민
안영민(安泳敏, 1979년 7월 17일 ~ )은 대한민국의 작곡가 및 작사가이다.

## 대표곡
작곡
- SG워너비 - 너에게 고백하는 노래
- 다비치 - 물병
- 씨야 - 감동을 주세요,남
- 김종국 - 사랑했나봐
- 대국남아 - 비틀비틀
- 이정현 - 수상한 남자
- X-5 - Dangerous
- KCM - 은혜
- 티아라 - TIC TIC TOC
- 다비치- 모르시나요(아이리스2 OST)
- 민경훈- 사랑해
- 효린- 미치게 만들어(주군의 태양 OST)

작사
- SG워너비 - 내사람,아리랑,라라라,선인장,해바라기,사랑법
- 씨야 - 여인의 향기,결혼할까요,너는 내남자,감동을 주세요,남,정,미친 사랑의 노래,미워요,Hot Girl
- 지아 -물끄러미
- KCM - 안녕
- KCM - 은혜
- KCM - 클래식
- KCM - 하루일기
- KCM - 연애의 조건
- KCM - 사랑하니까
- KCM - 설레임
- 신화 - Brand New
- 더 네임 - 사랑은..
- 이기찬 - 미인
- 애프터스쿨 블루 - 원더보이
- 더원 - 별처럼
- 다비치 - 사랑과 전
- 대국남아 - 비틀비틀
- 티아라 - TIC TIC TOC
- 아이비 - 안돼요 (남규리와 공동작사)
- 이정현 - 수상한 남자
- 티아라 - Cry Cry
- X-5 - Dangerous
- 레드애플 - Sadness
- 레드애플 - Run to you
- 레드애플 - 바람아 불어라
- 레드애플 - 밥은 재때 먹는지
- 레드애플 - Bad Boys
- 티아라 - DAY BY DAY(조영수&김태현과 공동 작사)
- 티아라 - 낮과 밤
- 효린- 미치게 만들어(주군의 태양 OST)
- V.O.S - 눈을 보고 말해요

## 수상내역
- 2006 - SBS 가요대전, MKMF 작사가상